# Церна
Церна (хорв. Cerna) — община в Вуковарско-Сремской жупании Хорватии.
Площадь — 69,26 км². Население по данным переписи 2021 года составляет 3.712 человек, из них: хорваты — 99,03%, албанцы — 0,35%, венгры — 0,08%. Включает в себя 2 деревни: Церна и Шишковцы.

## География
Он расположен на между городами Винковци и Жупанья. Община располагаеться на четырех реках: Бидж, Босут, Берава, Битуля, канал Крайц и канал Калуджер.

## История
Один из археологический памятников Скордисков, относящийся к поздней Латенской культуре, был раскопан в 1970-1980-х годах в рамках раскопок в восточной Хорватии. Археологический памятник был частью сети поселений Скордисков в районе Винковцов.

## Климат
Средняя годовая температура составляет 11,14 °C, средняя максимальная – 25,54 °C, а средняя минимальная – -6,04 °C. Средние годовые осадки составляют – 703 мм.